# 奥列格·米哈伊洛维奇·索科洛夫
奥列格·米哈伊洛维奇·索科洛夫（俄语：Олег Михайлович Соколов，1937年4月20日—2016年2月25日），是苏联的外交官，曾担任苏联驻菲律宾大使，首任苏联驻大韩民国大使、首任俄罗斯联邦驻大韩民国大使。